# Club Atletisme 100x100 Fondistes Tàrrega

 lloc_web = http://www.ca100x100.com/
El Club Atletisme 100X100 Fondistes Tàrrega és un club d'atletisme de la ciutat de Tàrrega, Urgell.

## Història
L'objectiu del club és la promoció de d'atletisme de fons. El club organitza dues proves a la ciutat de Tàrrega, la Mitja Marató Ciutat de Tàrrega i el Quart de Marató Ciutat de Tàrrega. També participa en la organtizació de la Marxa Tàrrega a Montserrat.